# Масса-д’Альбе

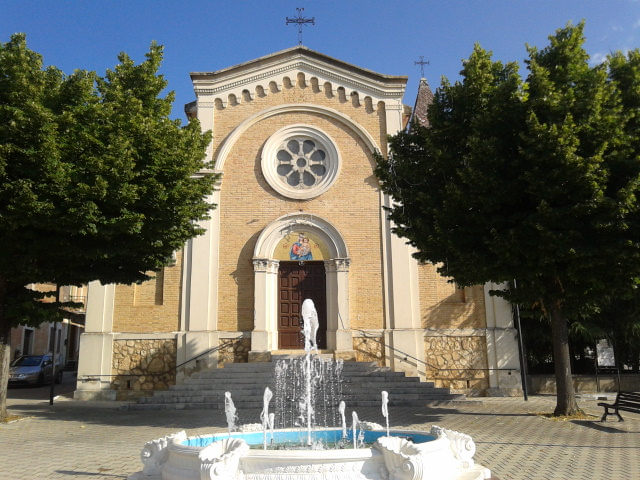
Храм Пресвятой Богородицы

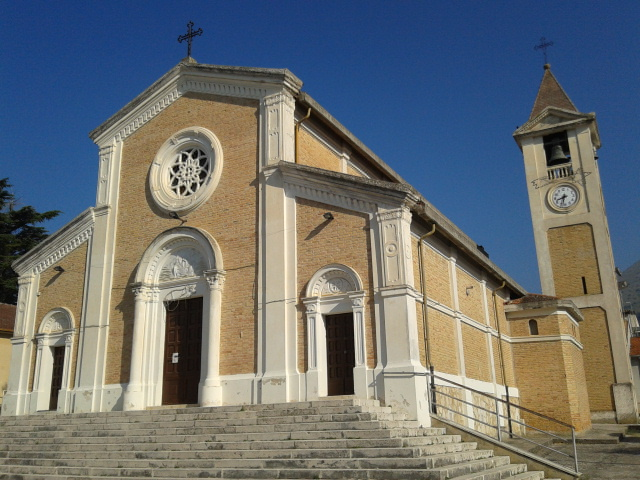
Храм свв.Фабиана и Себастьяна

Масса-д’Альбе (итал. Massa d’Albe) — коммуна в Италии, расположена в регионе Абруццо, подчиняется административному центру Л’Акуила.
Население составляет 1567 человек (на 2005 г.), плотность населения составляет 22,93 чел./км². Занимает площадь 68,33 км². Почтовый индекс — 67050. Телефонный код — 0863.
Покровителями коммуны почитаются святитель Фабиан (папа римский) и святой Себастьян. Праздник ежегодно отмечается 20 января.